# Ľubica Fábri
Ľubica Fábri (*24. dubna 1961 Prešov) je slovenská architektka přírodních zahrad, kurátorka výstav, publicistka.

## Život
V letech 1979–1984 studovala architekturu na Bauhaus-Universität Weimar v německém Výmaru. V roce 2016 dokončila doktorské studium na fakultě architektury a designu na Slovenské technické univerzitě v Bratislavě s titulem doktor umění (ArtD.).
V letech 1984 až 1998 pracovala jako interiérová architektka a designérka nábytku. Později působila jako publicistka, kurátorka a organizátorka výstav moderní slovenské architektury a designu. Od roku 2014 publikuje o dřevostavbách, udržitelné architektuře a vydává internetový časopis www.admagazin.sk. Věnuje se tvorbě přírodních zahrad, navrhování klimaticky šetrné veřejné zeleně a udržitelné krajinářské architektuře. Od roku 2016 je členkou odborné poroty Evropské ceny za městský veřejný prostor. V současnosti (2025) je jednatelkou Via Verde a vede Centrum udržitelné architektury ARCHA a mezinárodní projekt Salon dřevostaveb na Slovensku.

## Publikační činnost
- Design Slovakia 06, DESIGN IN, Bratislava, 2006, autorka katalogu k výstavě
- Design Exchange 07, DESIGN IN, Bratislava, 2007, autorka katalogu k výstavě
- Región Spiš, BAMBOW, Spišská Nová Ves, 2008, textová spolupráce
- Bardejov a jeho okolie, BAMBOW, Spišská Nová Ves, 2008, autorka textů
- Keď dizajn vzdeláva, 2014, Techo, Bratislava, spoluautorka publikace
- Ročenka dřevostaveb 2012–2020, Prodesi, Praha, spoluautorka publikace
- Ročenka dřevěné architektury 2022, Prodesi, Praha, spoluautorka publikace

## Výstavy
- 1999 Malé veľké veci, autorská výstava designu nábytku, K. F. A. Gallery, Bratislava
- Slovenský priemyselný dizajn 1990–2000, průřezová reprezentativní výstava současného slovenského designu, Bratislava, 2000, kurátorka výstavy
- Design in Slovakia 05, průřezová reprezentativní výstava současného slovenského designu, Designzone Looshaus, Raiffeisenbank, Vídeň, 2005, kurátorka výstavy
- Design Slovakia 06, průřezová výstava současného slovenského designu, Red Messe Wien, Vídeň, 2006, kurátorka výstavy
- Design Exchange 07, průřezová výstava současného slovenského a českého designu, Red Messe Wien, Vídeň, 2007, kurátorka výstavy
- DESIGN SALON 2003 až 2009, salón domácího a zahraničního designu, Incheba Expo, Bratislava, kurátorka výstavy oceněné Cenou veletrhu MODDOM každoročně v letech 2004–2009
- INTERIOR.SK.05/07 a INTERIOR.SK.08/10, salóny současné interiérové tvorby z let 2005–2010, kurátorka projektu a rovnocenných výstav v Bratislavě, Praze, Berlíne, Budapešti, Vídni a Varšavě
- ARCHITECTURE.SK.05/10 – Salón slovenské architektury, kurátorka projektu a výstav v Bratislavě a v Košících
- ARCHDAYS 2010, kurátorka mezinárodního festivalu architektury, Bratislava
- Salón dřevostaveb 2013–2022 – kurátorka a řiditelka slovenské časti projektu